# Avitta bryonota
Avitta bryonota är en fjärilsart som beskrevs av Pierre E.L. Viette 1956. Avitta bryonota ingår i släktet Avitta och familjen nattflyn. Inga underarter finns listade i Catalogue of Life.